# 16142 Leung
16142 Leung (1999 XC135) là một tiểu hành tinh bay qua Sao Hỏa được phát hiện ngày 6 tháng 12 năm 1999 bởi Nhóm nghiên cứu tiểu hành tinh gần Trái Đất phòng thí nghiệm Lincoln ở Socorro.